# 野村雅男
野村 雅男（のむら まさお、1949年8月2日 - ）は、日本の経営者。岩谷産業社長、会長を務めた。京都府出身。

## 経歴・人物
1972年に同志社大学法学部を卒業し、同年に岩谷産業に入社した。2007年6月に取締役に就任し、2009年4月に常務、2010年4月に専務を経て、2012年6月に社長に就任。2017年4月には取締役相談役に退いた。